# Penny scozzese
Il penny (in scozzese peighinn) è stata la prima moneta coniata in Scozia.
Fu emesso per la prima volta da Davide I verso il 1135. Rimase l'unica moneta fino al 1280 quando furono introdotti l'halfpenny (mezzo penny) ed il farthing (quarto di penny).
Inizialmente era una moneta d'argento e divenne di biglione sotto Giacomo I, fu coniato in rame nell'ambito della monetazione ecclesiastica, in biglione fino a Maria ed in rame da Giacomo VI.
Il penny è abbreviato con la lettera "d" o, più raramente, "δ"

## Etimologia
L'origine del termine non è chiara. Parole simili per indicare il denier o denaro sono presenti in tutta l'Europa settentrionale: Pfenning (tedesco), pingin (irlandese), pening (islandese) ecc.
In gaelico scozzese la parola era peighinn.  Attualmente si usa sgillinn (cioè shilling) il che riflette il fatto che con l'unione con l'Inghilterra nel 1707, il tasso di cambio era di sterline scozzesi per una sterlina britannica così che uno scellino scozzese fu cambiato per un penny inglese.

## Storia

### Prime monete
Il primo re di Scozia a emettere una monetazione propria fu Davide I (1124-1153).
La moneta coniata fu il penny, battuto a Carlisle, su cui il suo nome è riportato nella forma di "DAVIT REX". Il peso era di circa 22½ grani (1,45g) con un titolo di 11-1/10 denier (0,925).
Al dritto era raffigurato il ritratto stilizzato del re di profilo e il titolo nelle forme di DAVID REX, DAVIT REX, DAVIT REX SCOCIE, ecc.
Al rovescio una croce a ferro da mulino con globuli nei quarti. La legenda intorno era del tipo FOLPALT ON BERVI (Foltpalt a Berwick) cioè la sede della zecca e il nome del suo responsabile.
Davide I era vissuto molti anni in Inghilterra e, dopo la conquista del trono, introdusse molti elementi importati da questo paese (rivoluzione Davidiana). Le sue monete hanno una stretta somiglianza con quelle di Stefano d'Inghilterra. Probabilmente furono coniate dalle maestranze di Carlisle che avevano coniato le monete inglesi. Nel 1136 infatti la città era passata dal controllo di Stefano a quello di Davide.
In seguito durante il suo regno le monete furono coniate a Berwick, Roxburgh ed Edimburgo.
Durante il regno di David furono coniate anche monete a nome del figlio, il principe Enrico di Scozia, in qualità di conte del Northumberland.
Il penny rimase l'unica moneta coniata fino al 1280. Le esigenze di multipli o frazioni erano coperte da un lato con l'uso di monete straniere e a volte tagliando in due o in quattro, i penny. Dato che il valore delle monete era determinato dal loro contenuto di fino, le parti tagliate erano in grado di assolvere alla loro funzione.

### Guglielmo il Leone
Enrico morì prima del padre e quindi a Davide successe il nipote più vecchio, Malcom, che aveva solo dodici anni. Sotto Malcom non ci furono rilevanti modificazioni nella monetazione. A Malcom successe il fratello più giovane, Guglielmo, sotto il quale ci fu l'apertura delle zecche di Dunbar, Perth e Stirling. Rimasero aperte o riaprirono Berwick Edimburgo e Roxburgh.
Guglielmo è noto soprattutto per aver sostituito nelle armi di Scozia il dragone con il Lion Rampant, anche se la cosa non è chiaramente documentata. Per questo motivo gli fu attribuito post mortem il titolo di "Leone"
Di certo i suoi penny appaiono di fattura migliore dei predecessori. In particolare agli inizi del XIII secolo furono coniati con un nuovo tipo di croce al rovescio, una croce ripiena, che facilitava il taglio delle monete per creare le frazioni che facilitavano i commerci.
Pesi e titoli sono gli stessi di Davide I.
I penny del figlio Alessandro I non differiscono sostanzialmente da quelli paterni.

### Alessandro III
Con Alessandro III (1249 - 1286) ci furono notevoli  cambiamenti nella coniazione: i tipi furono rinnovati, le zecche scozzesi arrivarono al numero di sedici, furono coniate due nuove monete.
Lo Scotichronicon all'anno 1250 afferma:
(Walter Bower, Scotichronicon)
Quindi con Alessandro III per la prima volta sul rovescio del penny (denarius) fu rappresentata la croce lunga, che supera cioè il più interno dei due cerchi ad arriva al bordo.
Questa variazione era stata apportata da Enrico III d'Inghilterra (1216 – 1272) nel penny inglese a partire al 1247. Con questo sistema si cercava di rendere più facile il taglio dei penny per creare i mezzi penny e i farthing. L'idea fu subito imitata da Alessandro.
Nel 1250, sotto questo re erano attive almeno 16 zecche scozzesi, distribuite da Inverness a Berwick.
L'alto numero di zecche che battevano i penny è da mettere in relazione a due problemi, da una parte le aumentate richieste di moneta e dall'altra le difficoltà nella distribuzione. Il sistema stradale era ancora poco sviluppato e quindi la distribuzione monetaria ne risentiva. Le monetazioni dei suoi predecessori erano state scarse e quindi ci fu la necessità di aprire molte laboratori per rispondere alle richieste di monete. Dopo il 1250 la maggior parte funono chiuse nuovamente.
Nel 1279 Edoardo I d'Inghilterra (1272-1307) iniziò l'emissione regolare di mezzi penny e farthing, dal valore di un quarto del penny, e l'anno successivo anche Alessandro III introdusse il mezzo penny (half penny) ed il farthing.

### Diminuisce il peso
La monetazione fu basata su queste tre monete fino alla riforma monetaria di Davide II (1329 al 1371). Davide aveva solo cinque anni quando morì il padre, Robert I Bruce e lui salì al trono. Durante la sua minorità furono coniati solo penny, half penny e farthing. Queste monete erano simili a quelle del padre.
Divenne maggiorenne nel 1341 e nel 1346 invase l'Inghilterra, dove fu sconfitto e, catturato, divenne prigioniero del cognato, re Edoardo III d'Inghilterra.
In Inghilterra conobbe le nuove monete che Edoardo aveva introdotto in Inghilterra: il noble, una moneta d'oro dal valore di 80 penny, e il groat, un pezzo d'argento da 4 penny. Dopo la sua liberazione nel 1358 ed il ritorno in Scozia, Davide portò in Scozia anche queste novità.
La coniazione di penny riprese nel 1358 assieme alle nuove monete.
Dal 1367 iniziò la riduzione del peso del penny e da qui iniziò la divaricazione di contenuto, e di valore, tra le monete scozzesi e quelle inglesi. Il peso del penny che era stato di ca. 18 grani (1,161) scese a 17 (1,097 g), con una perdita superiore al 5%.
Sotto il suo successore Roberto II di Scozia (1371-1390) il penny fu coniato con lo stesso peso, mentre sotto Roberto III di Scozia ci fu un'ulteriore diminuzione di peso a 12 grani (0,774g).

### Il penny di biglione
Fu con Giacomo I di Scozia (1406-1437) che il penny scozzese fu coniato per la prima volta in biglione, cioè con una percentuale d'argento che non superava il 500/1000. Il peso scese a 16 grani. La situazione non migliorò con Giacomo II di Scozia (1437-1460), quando il peso del penny scese a ca 6-7 grani.
Giacomo III di Scozia (1460-1488), ebbe molte monetazioni: il penny fu coniato nuovamente in argento prima del 1475 ed il peso salì a 10 grani.  Dopo il 1485 il penny ritorno ad essere coniato in biglione e il peso scese novamene a 9 grani.
Con Giacomo IV di Scozia (1488-1514) il penny divenne definitivamente di biglione

## Monete ecclesiastiche
In Scozia, come peraltro in molti paesi europei, la coniazione fu esercitata anche da autorità religiose. Questa monetazione si concentra nella seconda metà del XV secolo.
Queste monete, poco note, sono state rinvenute in quantità interessante nel 1919 nei pressi dell'abbazia di Crossraguel, nello Ayrshire Meridionale fondata nel 1244 da Donnchadh, Conte di Carrick.
Sono penny o farthing in rame o bronzo, di qualità scarsa.
Il tipo generale del dritto dei penny è un globo rivestito da bande circondato dalla scritta +IACOBVS DEI GRA REX.
Al rovescio una croce latina e la legenda CRVX PELLIT OMNE CRIMEN.
Per i farthing ci sono due tipi principali.
Il primo tipo presenta al dritto le lettere I R (Iacobus rex) ed intorno IACOBVS D G R (con varianti) ed al rovescio una croce lunga e nei quarti MO NE PA UP (Moneta pauperum).
Il secondo tipo presenta un trifoglio mentre il rovescio è simile al primo tipo.